# Kondensator przełączany
Kondensator przełączany – układ elektryczny kondensatora z dwoma przełącznikami (kluczami): metal, izolator, półprzewodnik. Obwody takie realizuje się w technologii MOS w krzemowych układach scalonych.
Kondensator przełączany wykorzystywany może być w przetwornikach analogowo-cyfrowych i cyfrowo-analogowych. Przede wszystkim najczęściej stosowany jest w filtrach dla sygnałów o częstotliwościach akustycznych.